# Melanagromyza nigrans
Melanagromyza nigrans este o specie de muște din genul Melanagromyza, familia Agromyzidae, descrisă de Spencer în anul 1973.
Este endemică în Bahamas. Conform Catalogue of Life specia Melanagromyza nigrans nu are subspecii cunoscute.